# Fonteo
Fonteo (llamada oficialmente Santa María de Fonteo) es una parroquia y una aldea española del municipio de Baleira, en la provincia de Lugo, Galicia.

## Organización territorial
La parroquia está formada por ocho entidades de población, constando cuatro de ellas en el nomenclátor del Instituto Nacional de Estadística español:
- A Ferraría
- A Veiguiña
- Castiñeiras
- Fonteo
- O Barreiro
- O Pibidal
- Río de Castro
- Valdeirexe

## Demografía

### Parroquia
| Gráfica de evolución demográfica de Fonteo (parroquia) entre 2000 y 2019 |
|                                                                          |
| Datos según el nomenclátor publicado por el INE.                         |

### Aldea
| Gráfica de evolución demográfica de Fonteo (aldea) entre 2000 y 2019 |
|                                                                      |
| Datos según el nomenclátor publicado por el INE.                     |